# Bol d'or automobile 1923
Navigation
Édition précédente Édition suivante
Le Bol d'or 1923 est la 2e édition de l'épreuve et se déroulent les 19 et 20 mai 1923 sur le circuit de Saint-Germain-en-Laye.
A égalité de tours à l'issue des 24 heures d'épreuve Robert Benoist et Lucien Desvaux sont ex æquo et remportent la course.

## Classement de la course
| Pos. | Pilote          | Châssis         | Tours | Temps/Abandon |
| ---- | --------------- | --------------- | ----- | ------------- |
| 1    | Robert Benoist  | Salmson         |       |               |
| 1    | Lucien Desvaux  | Salmson         |       |               |
| 3    | Georges Casse   | Salmson         |       |               |
| 4    | Robert Sénéchal | Sénéchal        |       |               |
| 5    | Fratissier      | Amilcar         |       |               |
| 6    | Battaglia       | Benjamin        |       |               |
| 7    | Violette Morris | Benjamin        |       |               |
| 8    | Leblanc         | Rally           |       |               |
| 9    | Hibert          | Benjamin        |       |               |
| 10   | Brault          | Rally           |       |               |
| 11   | Dayot           | Defrance - SCAP |       |               |
| 12   | Vassini         | Defrance - SCAP |       |               |
| Abd  | Lenfant         | Benjamin        |       |               |
| Abd  | Allavoine       | Benjamin        |       |               |
| Abd  | Huret           | Benjamin        |       |               |
| Abd  | André Morel     | Amilcar         |       |               |
| Abd  | Mestivier       | Amilcar         |       |               |
| Abd  | Martin          | Defrance - SCAP |       |               |
| Abd  | Chappaz         | Salmson         |       |               |

- Légende: Abd.=Abandon.